# Nokia N97
De Nokia N97 is een smartphone van het merk Nokia die officieel aangekondigd werd op 2 december 2008.
Het toestel bevat een touchscreen voor 16 miljoen kleuren en is voorzien van een qwertytoetsenbord. De camera van 5 megapixel is uitgerust met een Carl Zeiss-lens en bevat ook een Dual led-flitser. Hierdoor is het mogelijk om ook in het donker te fotograferen en te filmen in dvd-kwaliteit. Daarnaast is het toestel uitgerust met een intern geheugen van 32 gigabyte. Dit kan worden uitgebreid met een MicroSD-kaartje van 16 GB, waardoor de gebruiker 48 GB geheugen tot zijn beschikking heeft.
De Nokia N97 werd begin juni 2009 verwacht in Rusland en Hong-Kong, in juli 2009 zou de N97 in Nederland en de rest van de wereld beschikbaar zijn. In de Verenigde Staten zou de 3G-versie van de N97 pas later arriveren.
N70 · N71 · N72 · N73 · N73 Music Edition · N75 · N76 · N77 · N80 · N81 · N82 · N85 · N90 · N91 · N92 · N93 · N93i · N95 · N96 · N97 · N800